# Suctobelbella alloenasuta
Suctobelbella alloenasuta är en kvalsterart som beskrevs av Manfred Moritz 1971. Suctobelbella alloenasuta ingår i släktet Suctobelbella och familjen Suctobelbidae. Inga underarter finns listade i Catalogue of Life.